# Григорьев, Олег Георгиевич
Олег Георгиевич Григорьев (род. 25 декабря 1937, Москва) — советский боксёр, олимпийский чемпион 1960 года, участник олимпийских игр 1964 года, трёхкратный чемпион Европы — 1957, 1963, 1965 годов, 6-кратный чемпион СССР — 1958, 1962, 1963, 1964, 1965, 1967 годов. Мастер спорта СССР (1956). Заслуженный мастер спорта СССР (1964). За спортивную карьеру на различных уровнях провел 253 боя, в 235 из них добивался победы. Боксом начал заниматься с 13 лет, выступал за спортивные общества «Трудовые резервы», «Крылья Советов» и «ЦСКА». Член КПСС с 1965 года. Награждён орденом Трудового Красного Знамени. Федерацией бокса СССР удостоен звания «Выдающийся боксер СССР».
Проходил подготовку под руководством заслуженного тренера СССР Михаила Соломоновича Иткина.

## Бои на Олимпийских играх
Рим — 1960 :
- Вальдемиро Клаудиано (Бразилия) 5-0
- Фрэнки Тэйлор (Великобритания) 3-2
- Тейн Мьин (Бирма) (соперник не вышел на бой)
- Брунон Бендиг (Польша) 4-1
- Примо Дзампарини (Италия) 3-2

Токио — 1964 :
- Дьюла Тёрёк (Венгрия) нокаут
- Франко Дзурло (Италия) 5-0
- 1/4 финала Хуан Фабила (Мексика) 2-3

## Спортивные достижения
Международные
- Летние Олимпийские игры 1960 —

- Чемпионат Европы по боксу 1957 —
- Чемпионат Европы по боксу 1959 —
- Чемпионат Европы по боксу 1963 —
- Чемпионат Европы по боксу 1965 —

Всесоюзные
- Чемпионат СССР по боксу 1957 —
- Чемпионат СССР по боксу 1958 —
- Чемпионат СССР по боксу 1960 —
- Чемпионат СССР по боксу 1962 —
- Чемпионат СССР по боксу 1963 —
- Чемпионат СССР по боксу 1964 —
- Чемпионат СССР по боксу 1965 —
- Чемпионат СССР по боксу 1967 —

### Спортивные звания
- «Выдающийся боксёр СССР»
- Заслуженный мастер спорта СССР

## Награды
- Орден Трудового Красного Знамени (16.09.1960) — за успешные выступления в XVII летних и VIII зимних Олимпийских играх 1960 года, а также за выдающиеся спортивные достижения[7]